# Literaturjahr 1756
Liste der Literaturjahre

◄ | 1752 | 1753 | Literaturjahr 1756 | 1758 | 1759 | 1760 | ► | ►►

Weitere Ereignisse
Dieser Artikel behandelt das Literaturjahr 1756.

## Ereignisse
- Thomas Percy, der spätere Bischof des irischen Dromore, stößt während seiner Zeit als Pfarrer von Easton Maudit im Haus eines Freundes auf eine später nach ihm benannte Percy Folio MS benannte Handschriftensammlung des Mittelalters, die man um 1650 nach mündlichem Vortrag in Lancashire und Cheshire aufgezeichnet hatte. Da sie in dem Haus zum Anfachen des Kamins benutzt wurde, fehlten bereits Teile. Durch das Binden des Manuskripts gingen weitere Abschnitte verloren. Unter den 191 erhaltenen Texten waren mittelalterliche Arthusromanzen, Lyrik des 16. und 17. Jahrhunderts und Straßenlieder sowie volkstümliche und ritterlicher Abenteuergeschichten und Balladen über Robin Hood. Samuel Johnson und der Dichter William Shenstone ermutigen Percy zur Veröffentlichung der Texte, die nach einer ersten Auflage von 1765 (Reliques of Ancient English Poetry, Cosisting of old heroic Ballads, Songs and other Pieces of our earlier Poets (chiefly of the Lyric Kind), together with some few of later date, London), erst 1867/68 nach langjährigen Bearbeitungen Percys und weiterer Bearbeiter fertiggestellt wird. Diese hingegen bildete die Grundlage für F. J. Childs Sammlung The English and Scottish Popular Ballads (1882–1898).[1][2]
- Der englische Ornithologe und Fachmann für Naturgeschichte, Gilbert White, wird zum Kurator von Selborne, Hampshire ernannt
- Die englische Schauspielerin Frances Abington tritt der Drury Lane Theatre-Company bei.
- Giacomo Casanova gelingt in der Nacht vom 31. Oktober zum 1. November die Flucht aus den Bleikammern des Dogenpalastes in Venedig. Seine Erzählung Histoire de ma fuite des prisons de la République de Venise (deutsch: Geschichte meiner Flucht aus den Gefängnissen der Republik von Venedig) erscheint im Jahr 1788.

## Neuerscheinungen

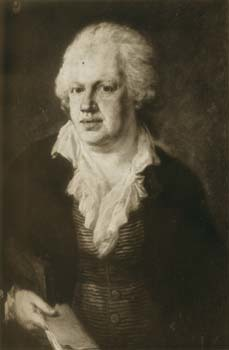
Joseph Marius von Babo, Ölgemälde von Johann Georg Edlinger

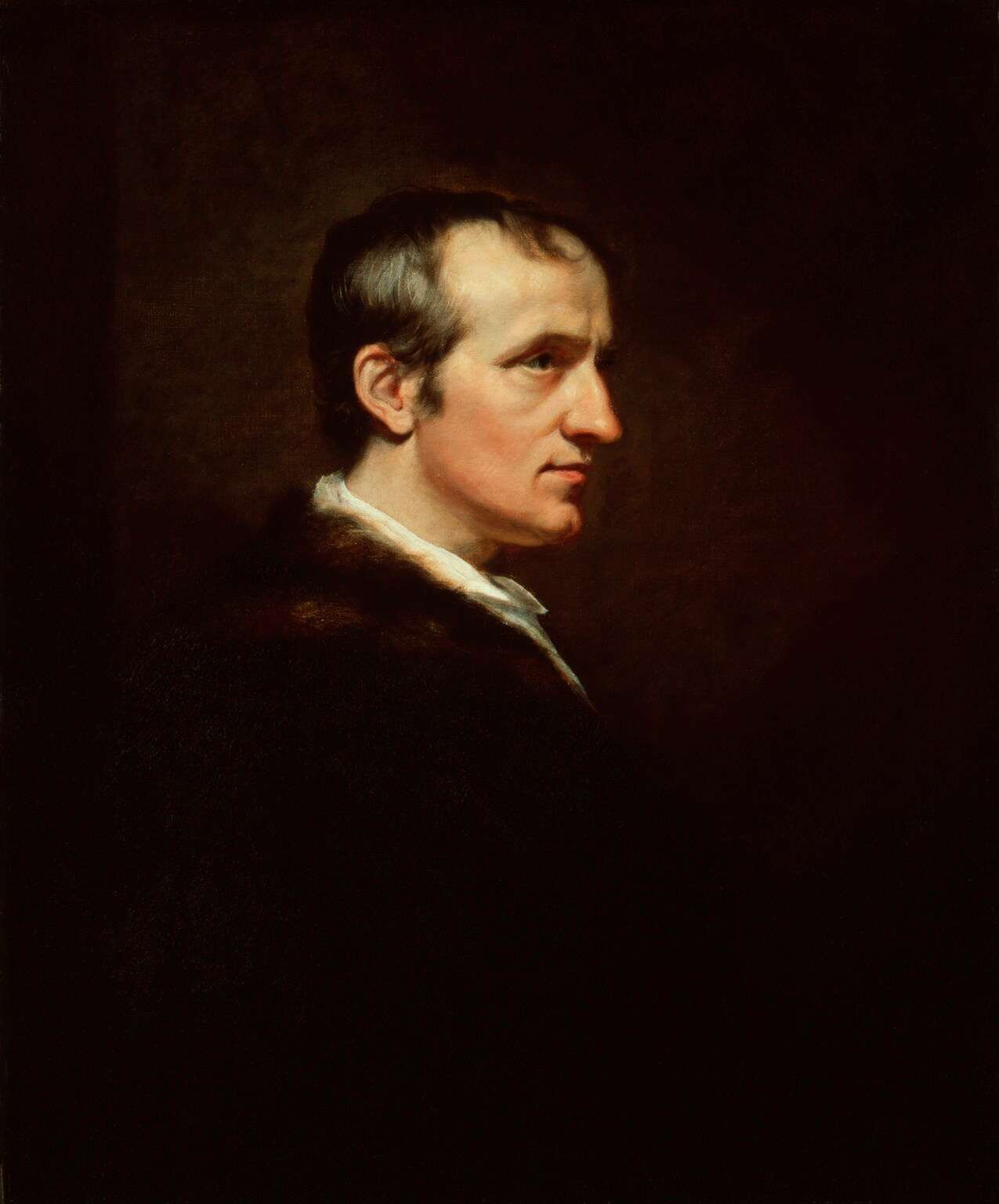
William Godwin

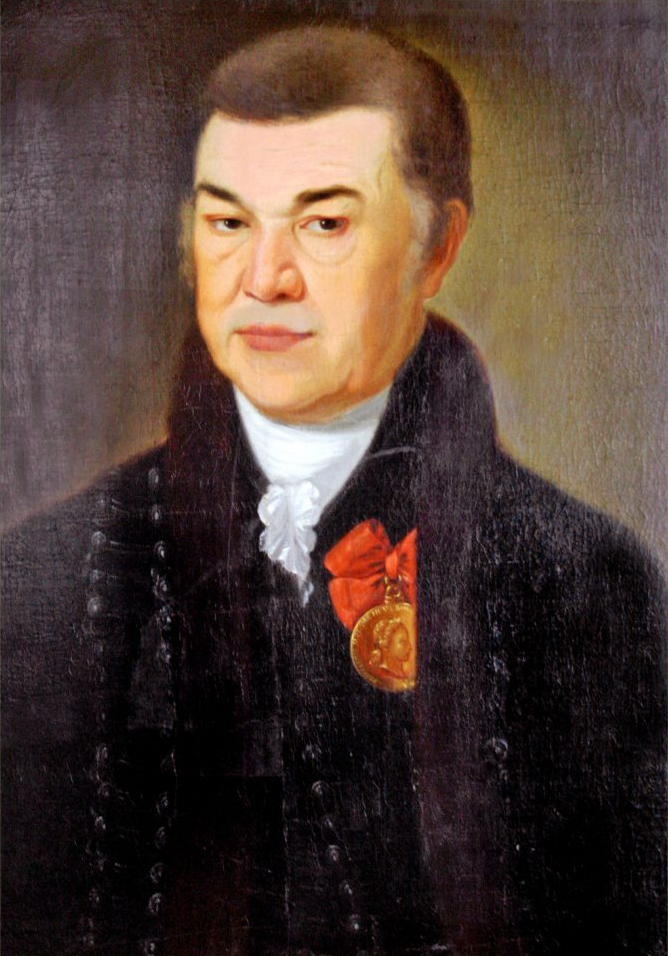
Avram Mrazović

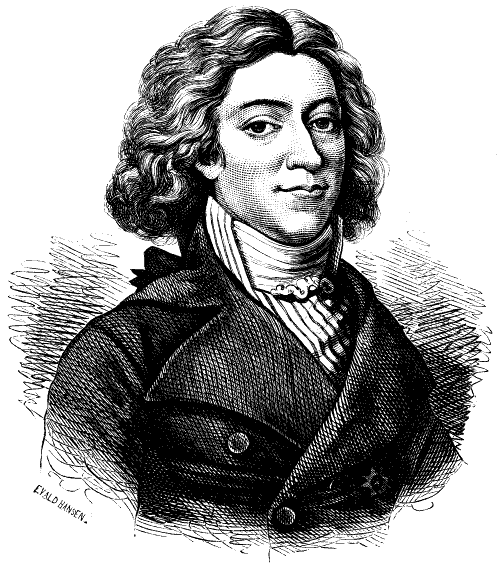
Carl Gustaf af Leopold

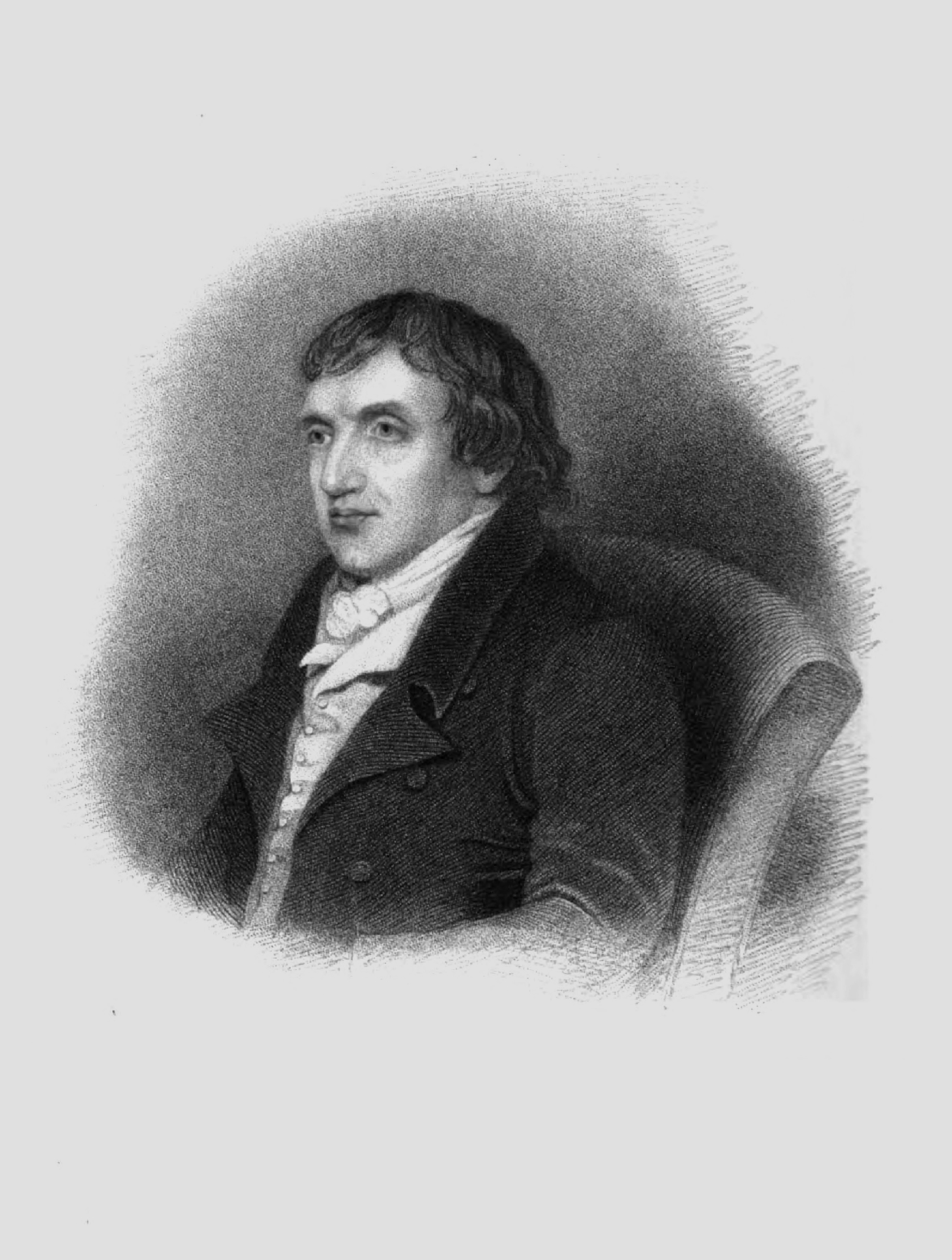
William Gifford

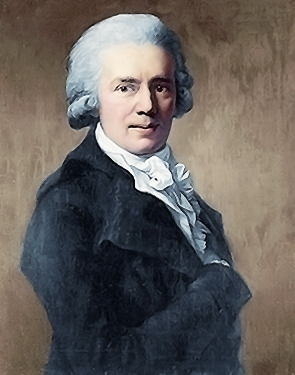
Christian Gottfried Körner (Porträt von Anton Graff)

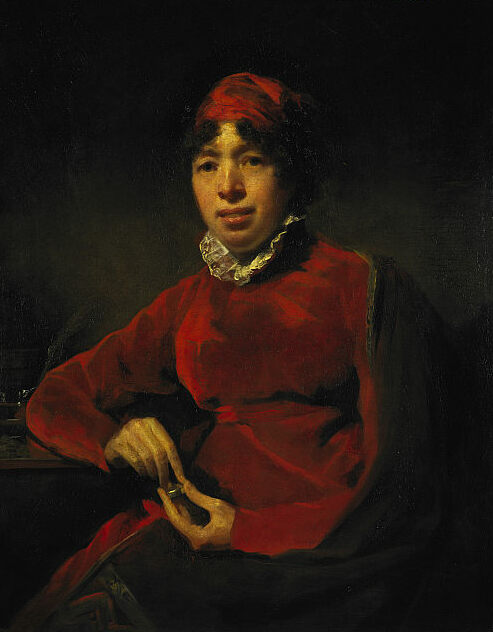
Henry Raeburn: Elizabeth Hamilton, Öl auf Leinwand, 1812

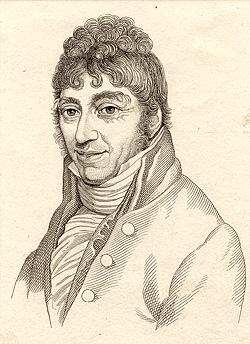
Willem Bilderdijk

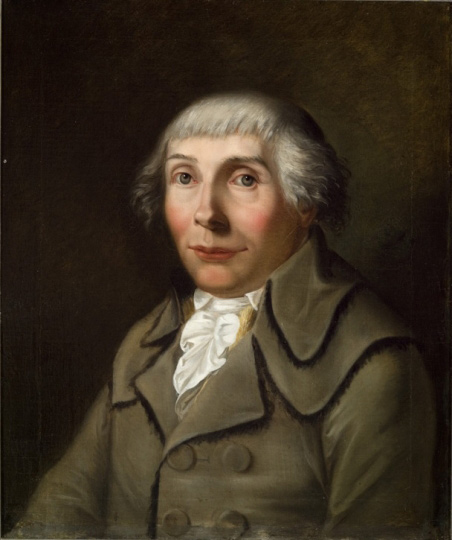
Karl Philipp Moritz, Gemälde von Karl Franz Jacob Heinrich Schumann, 1791, Gleimhaus Halberstadt

### Periodika
- The Literary Magazine herausgegeben von Samuel Johnson erscheint monatlich bis 1758. Die meisten Buchbesprechungen, Essays des Magazins sowie Artikel, in denen er gegen die englische Politik während des Siebenjährigen Kriegs polemisiert, hat Johnson selbst geschrieben.

- The Critical Review, hrsg. von Tobias Smollett, erscheint bis 1817. Mitarbeiter des Review waren u. a. Samuel Johnson, David Hume, John Hunter und Oliver Goldsmith.

- Moskowskije Wedomosti (russisch Московские Ведомости; deutsch „Moskauer Nachrichten“) erscheint in Moskau als erste nichtstaatliche Zeitung im Zarenreich. Die Zeitung stellt erst 1917 ihr Erscheinen ein.

### Belletristik
- Anonymous – The Life and Memoirs of Mr. Ephraim Tristram Bates
- Thomas Amory – Life of John Buncle
- Vital d' Audiguier – The memoirs of the Countess of Berci. Taken from the French by the author of the Female Quixote, Charlotte Lennox, in zwei Bänden.
- Samuel Richardson (anonym) – The Paths of Virtue Delineated, Jugendversionen von Pamela, Clarissa und Sir Charles Grandison

### Sachbücher
- Thomas Birch – The History of the Royal Society of London vol. i
- William Blackstone – An Analysis of the Laws of England
- Edmund Burke – A Vindication of Natural Society
- Alban Butler – The Lives of the Fathers, Martyrs, and Other Principal Saints
- Theophilus Cibber – Dissertations on Theatrical Subjects
- Johann Matthias Gesner – Primæ lineæ isagoges in eruditionem universalem
- Eliza Haywood als “Mira” – The Wife
- David Hume – The History of Great Britain vol. ii
- Leopold Mozart – Versuch einer gründlichen Violinschule
- William Payne – An Introduction to the Game of Draughts[3]
- Tobias Smollett – A Compendium of Authentic and Entertaining Voyages

- Joseph Warton – An Essay on the Writings and Genius of Pope
- John Wesley – An Address to the Clergy

### Lyrik
- Isaac Bickerstaffe – Leucothoe[4]
- Richard Owen Cambridge – An Elegy Written in an Empty Assembly Room (Parodie von Alexander Popes Eloisa to Abelard)[4]
- Jacob Duche, Pennsylvania: A Poem[5]
- Salomon Gessner – Idyllen, Inkel und Yariko
- William Kenrick – Epistles to Lorenzo
- William Mason – Odes[4]
- Edward Moore, Poems, Fables and Plays[6]
- Christopher Pitt – Poems […] Together with The Jordan, “By the celebrated translator of Virgil's Aeneid”[4]
- Christopher Smart – Hymn to the Supreme Being[4]
  - – The Works of Horace
- Samuel J. Tilden, Tilden's Miscellaneous Poems, on Divers Occasions, Chiefly to Animate and Rouse the Soldiers[5]
- Voltaire – Poème sur le désastre de Lisbonne

### Drama
- Frances Brooke – Virginia
- John Brown[7] – Athelstane[8]
- Samuel Foote – The Englishman Return’d from Paris
- David Garrick
  - Catherine and Petruchio
  - The Tempest (Oper)
- John Home – Douglas[9]

### Übersetzungen
- James Grieve übersetzt De medicina von Aulus Cornelius Celsus ins Englische.

## Geboren
- 14. Januar: Joseph Marius von Babo, deutscher Schriftsteller († 1822)
- 28. Januar: Hans Adolph Friedrich von Eschstruth, deutscher Jurist, Dichter und Komponist († 1792)
- 15. Februar: Johann Friedrich Jünger, deutscher Lustspieldichter († 1792)
- 03. März: William Godwin, englischer Schriftsteller († 1836)
- 12. März: Avram Mrazović, serbischer Wissenschaftler, Schriftsteller und Schulinspektor
- 03. April: Carl Gustaf af Leopold, schwedischer Dichter und Schriftsteller († 1829)
- 06. April: Karl Theodor von Traitteur, pfalz-bayerischer Hofbibliothekar und Hofhistoriograph, sowie Buchautor und Dichter († 1830)
- 17. April: William Gifford, englischer Dichter und Übersetzer († 1826)
- 01. Mai: Johann Valentin Meidinger, deutscher Lehrer des Italienischen und Französischen sowie Lehrbuchautor († 1822)
- 15. Mai: Gottlieb Lebrecht Spohn, deutscher Pädagoge, Philologe und evangelischer Theologe († 1794)
- 08. Juni: Ludwig von Baczko, deutscher Schriftsteller († 1823)
- 12. Juni: Aloys Friedrich Wilhelm von Hillesheim, deutscher Publizist der Aufklärung, Ökonom und Illuminat († 1818)
- 02. Juli: Christian Gottfried Körner, deutscher Schriftsteller und Jurist († 1831)
- 25. Juli: Elizabeth Hamilton, britische Dichterin, Schriftstellerin und Satirikerin († 1816)
- 07. September: Willem Bilderdijk, niederländischer Jurist und Schriftsteller († 1831)
- 15. September: Karl Philipp Moritz, westfälischer Schriftsteller der Frühromantik († 1793)
- 18. Oktober: Charlotte von Einem, deutsche Schriftstellerin und Muse des Göttinger Hainbunds († 1833)
- 21. Oktober: Philippine Engelhard, deutsche Dichterin († 1831)
- 11. November: Francis Egerton, 8. Earl of Bridgewater, britischer Exzentriker, Schriftsteller und Anhänger der natürlichen Theologie († 1829)
- 13. November: Christian Levin Sander, deutsch-dänischer Dichter und Pädagoge († 1819)
- 18. November: Thomas Burgess, englischer Bischof, Autor und Begründer der Royal Society of Literature († 1837)
- 23. November: Christian Jakob Wagenseil, bayrischer Schriftsteller, Aufklärer und Publizist († 1839)
- 30. November: Johann Pezzl, deutschsprachiger Schriftsteller und Bibliothekar († 1823)
- ohne Datum: Edward Rushton, englischer Dichter, Schriftsteller und Buchhändler († 1814)

## Gestorben
- 07. Februar: Johann Erhard Kapp, deutscher Rhetoriker und Historiker (* 1696)
- 25. Februar: Eliza Haywood englische Schriftstellerin, Schauspielerin und Verlegerin (* 1693)
- 26. März: Gilbert West, englischer Dichter (* 1703)
- 30. März: Stephen Duck, englischer Dichter (* um 1705)
- 01. Mai: Johann Christian Trömer, französisch-deutscher Dialektdichter (* 1897)
- 22. Mai: David Mill, deutscher orientalischer Philologe und reformierter Theologe (* 1892)
- 11. Juni: César Chesneau Du Marsais, französischer Philosoph, Grammatiker und Rhetoriker (* 1676)
- 18. Juni: Benjamin Gottlieb Gerlach, deutscher Pädagoge und Autor (* 1698)
- 17. Juli: Johann Friedrich Starck, preußischer lutherischer Theologe, pietistischer Erbauungsschriftsteller (* 1680)
- 18. August: Erdmann Neumeister, deutscher Dichter und Theologe (* 1671)
- 27. August: Johann Gottfried Zeiske, deutscher Schriftsteller und Pädagoge (* 1681)
- 16. Dezember: Johann Jakob Korn, deutscher Buchdrucker und Verleger (* 1702)
- 29. Dezember: Thomas Cooke, englischer Übersetzer (* 1703)
- ohne Datum: Thammathibet, Dichter und Vizekönig des Königreichs Ayutthaya (* im 18. Jahrhundert)